# Paulo Cezar Costa
Paulo Cezar Costa (Valença, 1967. július 20. –) brazil katolikus pap, a Brazíliavárosi főegyházmegye érseke, bíboros. 2016 és 2020 között a São Carlos-i egyházmegye püspökeként szolgált.

## Életrajz
Paulo Cezar Costa 1967. július 20-án született Valença-ban, Brazíliában. Filozófiai tanulmányait a Nossa Senhora do Amor Divino Szemináriumban Petrópolisban, teológiai tanulmányait pedig a Rio de Janeiró-i Szent Sebestyén főegyházmegye Felsőbb Teológiai Intézetében végezte. Ezt követően 1996 és 2001 között a római Gregoriana Pápai Egyetemen tanult, ahol licenciátust és doktori címet szerzett dogmatikus teológiából. 1992. december 5-én szentelték a Valençai egyházmegye papjává.
1993-ban Paraíba do Sul-ban káplánként; 1994-től 1996-ig a vassourasi São Sebastião dos Ferreiros plébánián lelkészként; 2001-től 2006-ig a valençai Santa Rosa de Lima plébánia lelkészeként szolgált. 2007-től 2010-ig a Rio de Janeiró-i Pápai Katolikus Egyetem (PUC-Rio) teológiai tanszékének igazgatója és professzora, valamint 2006-tól 2010-ig a VI. Pál Egyházmegyeközi Szeminárium rektora és a Nova Iguaçuban működő VI. Pál Filozófiai és Teológiai Intézet igazgatója volt.

### Püspöki pályafutása
2010. november 24-én XVI. Benedek pápa kinevezte őt Oescus címzetes püspökévé és a Rio de Janeiró-i főegyházmegye segédpüspökévé. Püspökké szentelték 2011. február 5-én. 2011 júniusáaban nevezték ki a Brazil Püspöki Konferencia Hittani Bizottságának tagjává. A főegyházmegye általános helynöke volt, és a szuburbán helynökséget vezette, miközben különböző adminisztratív feladatokat látott el; tagja volt a PUC-Rio és a Fundação Mantenedora Padre Anchieta egyetemi tanácsának, valamint tanított az érseki szemináriumban és PUC-Rio-ban.
2016. június 22-én Ferenc pápa kinevezte a São Carlos-i egyházmegye püspökévé, beiktatására augusztus 6-án került sor. 2020. április 20-án a Latin-amerikai Pápai Bizottság, 2020. július 4-én pedig a Keresztény Egységtörekvés Pápai Tanácsa tagjává nevezték ki.
2020. október 21-én Ferenc pápa kinevezte őt a Brazíliavárosi főegyházmegye metropolita érsekévé, beiktatása december 12-én történt meg.
A Brazil Püspöki Konferencián belül tagja lett az Állandó Tanácsnak és a Kulturális és Oktatási Püspöki Bizottságnak. 2019 novemberében beválasztották a CELAM munkáját irányító tanácsadó püspökök testületébe.
Ferenc pápa a 2022. augusztus 27-i konzisztóriumon bíborossá kreálta és a Santi Bonifacio e Alessio-templomot jelölte ki címtemplomául.